# Zwierzno
Zwierzno – wieś w Polsce położona w województwie warmińsko-mazurskim, w powiecie elbląskim, w gminie Markusy, na obszarze Żuław Elbląskich. Liczba mieszkańców 420 osób.
W latach 1945–1954 roku miejscowość była siedzibą gminy Zwierzno. W latach 1975–1998 miejscowość administracyjnie należała do województwa elbląskiego.

## Zabytki
Do wojewódzkiego rejestru zabytków wpisany jest:
- neogotycki kościół pw. św. Michała, 1853-1855 (wewnątrz barokowy ołtarz i rzeźba św. Jerzego walczącego ze smokiem[4])
- stylizowany na dom podcieniowy dom ludowy, obecnie szkoła, 1936-38
- pomennonicki dom podcieniowy nr 42
- pomennonicki dom podcieniowy nr 46